# NGC 5640
NGC 5640 is een spiraalvormig sterrenstelsel in het sterrenbeeld Giraffe. Het hemelobject werd op 20 december 1797 ontdekt door de Duits-Britse astronoom William Herschel.

## Synoniemen
- ZWG 353.35
- NPM1G +80.0106
- PGC 51263